# I cannoni di San Sebastian
I cannoni di San Sebastian è un film del 1968 diretto da Henri Verneuil.
Il film, di genere western, è tratto dal romanzo A Wall for San Sebastian di William Barby Faherty ed ha per protagonisti Anthony Quinn e Charles Bronson.

## Trama
Chihuahua, Messico verso la metà del Settecento: un bandito di nome Leon Alastray, viene inseguito dalla cavalleria dell'esercito Spagnolo (fino al 1810 il Messico fu colonia spagnola) perché disertore e brigante, e trova rifugio nella chiesa cittadina, dove padre José, facendo valere il diritto di extraterritorialità della chiesa, gli dà asilo e lo cura. Le autorità informano il Vicario, che dispone il trasferimento del sacerdote nel remoto e sperduto villaggio di San Sebastian, per raggiungere il quale occorre attraversare un deserto e tutte le sue insidie.
Leon, che nel frattempo si è rimesso in forze, riesce a sottrarsi alla cattura e, per sdebitarsi, accompagna il frate nel difficile viaggio. Lungo il percorso Leon ha modo d'incontrarsi con la sua amante, che gli annuncia il suo prossimo matrimonio con il governatore ed anche la possibilità di far ottenere la grazia al suo ex. Il viaggio riprende e dopo giorni di stenti Leon e padre José giungono a destinazione. Notano che la missione è stata abbandonata e che l'unico essere vivo è un cane.
Il prete si dirige verso il campanile e prova a richiamare l'attenzione di qualcuno suonando la campana. È sempre convinto che la loro presenza in quel luogo desolato sia voluta dalla volontà di Dio. Leon a questo punto ritiene che egli debba andarsene per la sua strada, ma ha la brutta sorpresa di vedere il prete abbattuto da un colpo di fucile, sparato da un cecchino. Nel duello che ne segue dopo con l'assassino Leon ha la meglio. Padre Josè, moribondo, esprimendo il suo ultimo desiderio, lo supplica di lasciar andare l'aggressore.
Mentre Leon è intento a seppellire il sacerdote giungono altri uomini armati che, scambiandolo per un prete, lo catturano e lo torturano, non volendo preti che possano far rinascere la missione. Questi lo lasciano legato a morire sotto al sole, ma viene salvato dalla gente del villaggio, ritornata sul posto per capire cosa era successo. Tra essi una giovane donna lo prende in particolare simpatia offrendogli cibo e bevande.
Non avendo altro rifugio e in segno di riconoscenza Leon decide di restare con loro e di avviare un programma di ricostruzione. Ma la gente che aveva ucciso il prete e attentato anche alla vita di Leon non è d'accordo. In pochi minuti un lavoro di mesi viene distrutto da chi vuole sottrarre gli agricoltori del posto all'influenza della chiesa e dei soldati. Così Leon è costretto ad allontanarsi. Torna dalla ex amante, che nel frattempo ha sposato il governatore, con gli abiti da frate, e la convince a fargli avere una udienza col marito.
Senza rivelare la propria identità di ricercato Leon chiede al governatore armi che potranno servire alla popolazione del villaggio per difendersi da chi l'ha ridotta in schiavitù e dagli indiani della zona, ostili ad ogni cambiamento. Il governatore a malincuore soddisfa la richiesta, inviando anche soldati. Giunti sul posto i soldati scaricano le armi e lasciano che Leon se la sbrighi da solo. Inizia ad addestrare la gente, fino a quel momento indifesa, all'uso delle armi. Ha con sé un architetto che inizia a costruire un muro per proteggere il rinascente villaggio.
Quando finalmente il raccolto è pronto e Leon ha tentato invano di risolvere ogni controversia pacificamente col capo indiano, si giunge alla battaglia. Una pioggia di frecce si abbatte all'interno del forte, non ancora ultimato, mentre tutta la tribù, guidata dal suo capo, dà l'assalto alle mura. Leon e i suoi uomini rispondono con le armi da fuoco, tra le quali due cannoni, e riescono, nonostante l'inferiorità di numero, a respingere l'attacco.
Alla fine, dopo un sanguinoso conflitto, gli abitanti di San Sebastian scongiurano la minaccia che incombeva sulla loro vita. Leon, nel frattempo è riuscito a convincere gli abitanti del villaggio che lui non è un prete e che ha voluto soltanto onorare la memoria di padre José che lo aveva sottratto al carnefice. Le notizie della battaglia giungono all'arcivescovo e al governatore. Quindi giungono nella missione il monsignore e un nuovo prete per celebrare la messa e ricostruire la chiesa. Ma giungono anche i gendarmi per catturare Leon, il quale riesce però ad allontanarsi verso una strada "voluta da Dio", insieme a Kinita, la giovane donna del villaggio di cui si era segretamente innamorato.